# Akilles Järvinen
Akilles Eero Johannes Järvinen (Jyväskylä, 19 settembre 1905 – Tampere, 7 marzo 1943) è stato un multiplista e ostacolista finlandese.

## Biografia
Figlio del campione olimpico Verner Järvinen, Akilles prese parte a tre edizioni dei Giochi olimpici, durante le quali fu tre volte portabandiera per la Finlandia: ad Amsterdam 1928 e Los Angeles 1932 conquistò la medaglia d'argento nel decathlon, mentre a Berlino 1936 portò a termine solo cinque gare su dieci.
Nel 1930 ottenne il record del mondo nel decathlon con 8255,475 punti. Nel 1934 partecipò ai campionati europei di atletica leggera portando a casa la medaglia d'argento nei 400 metri ostacoli a causa di un'intossicazione alimentare.
Era fratello del giavellottista Matti Järvinen e del lanciatore del peso Kalle Järvinen, entrambi atleti di livello olimpionico.
Morì nel 1943 durante la seconda guerra mondiale in una esercitazione militare aerea a bordo di un caccia VL Pyry in veste di copilota.

## Record nazionali
- Decathlon: 8255,475 punti  ( Vyborg, 20 luglio 1930)

## Palmarès
| Anno | Manifestazione  | Sede        | Evento    | Risultato | Prestazione | Note  |
| ---- | --------------- | ----------- | --------- | --------- | ----------- | ----- |
| 1928 | Giochi olimpici | Amsterdam   | Decathlon | Argento   | 7931,5 p.   |       |
| 1932 | Giochi olimpici | Los Angeles | Decathlon | Argento   | 8292,48 p.  |       |
| 1934 | Europei         | Torino      | 400 m hs  | Argento   | 53"7        |       |
| 1936 | Giochi olimpici | Berlino     | Decathlon | dnf       | dnf         | [ 2 ] |

## Campionati nazionali
- 3 volte campione finlandese dei 200 metri piani (1929, 1930, 1931)
- 1 volta campione finlandese dei 400 metri piani (1930)
- 2 volte campione finlandese dei 400 metri ostacoli (1933, 1934)
- 1 volta campione finlandese del pentathlon (1928)
- 2 volte campione finlandese del ecathlon (1930, 1932)